# Сан-Феделе-Інтельві
Сан-Феделе-Інтельві (італ. San Fedele Intelvi) — муніципалітет в Італії, у регіоні Ломбардія, провінція Комо.
Сан-Феделе-Інтельві розташований на відстані близько 530 км на північний захід від Рима, 60 км на північ від Мілана, 17 км на північ від Комо.
Населення — 1782 особи (2014).

## Демографія
Населення за роками:

Станом на 31 грудня 2014 року в муніципалітеті офіційно проживало 279 іноземців з 28 країн, серед них 53 громадяни країн Євросоюзу та 3 громадяни України.

## Сусідні муніципалітети
- Блессаньо
- Казаско-д'Інтельві
- Кастель-Сан-П'єтро
- Кастільйоне-д'Інтельві
- Черано-д'Інтельві
- Лаїно
- Муджо
- Пелліо-Інтельві
- Ровіо